# Sainte-Eulalie (Aude)
Sainte-Eulalie (okzitanisch Santa Aulària) ist eine französische Gemeinde mit 569 Einwohnern (Stand 1. Januar 2022) im Département Aude in der Region Okzitanien. Sie gehört zum Arrondissement Carcassonne und zum Kanton La Malepère à la Montagne Noire.

## Nachbargemeinden
Nachbargemeinden von Sainte-Eulalie sind Villesèquelande im Norden, Pezens im Osten, Lavalette im Süden, Alairac im Südwesten und Caux-et-Sauzens im Westen.

## Bevölkerungsentwicklung
| Jahr      | 1962 | 1968 | 1975 | 1982 | 1990 | 1999 | 2013 |
| Einwohner | 346  | 352  | 258  | 300  | 342  | 406  | 526  |

## Städtepartnerschaften
- Montefalco (Italien)